# چلبی‌خان
چلبی‌خان (به لاتین: Çələbixan) یک منطقه مسکونی در جمهوری آذربایجان است که در شهرستان شکی واقع شده است. چلبی‌خان ۲۲۳ نفر جمعیت دارد.